# Padasuka (Sukarame)
Padasuka is een bestuurslaag in het regentschap Tasikmalaya van de provincie West-Java, Indonesië. Padasuka telt 4522 inwoners (volkstelling 2010).